# Agostino Rivarola
Pour les articles homonymes, voir Rivarola.
Agostino Rivarola, né le 14 mars 1758 à Gênes et mort le 7 novembre 1842 à Rome, est un cardinal italien du XIXe siècle. Il est de la famille du cardinal Domenico Rivarola.

## Biographie
Agostino Rivarola exerce diverses fonctions au sein de la Curie romaine, notamment auprès de la Chambre apostolique et comme préfet du Palais apostolique. Le pape Pie VII le crée cardinal au titre de Sant'Agata dei Goti lors du consistoire du 1er octobre 1817. Le cardinal Rivarola est légat extraordinaire à Ravenne, où il conduit un grand procès contre les carbonari de la région. Après un attentat contre lui, cinq personnes sont condamnées à mort. De 1827 à 1833 il est préfet de la "Congrégation des eaux et des chemins". 
Rivarola participe au conclave de 1823 lors duquel Léon XII est élu, au conclave de 1829 (élection de Pie VIII) et au conclave de 1830-1831 (élection de Grégoire XVI.

### Source
- Fiche du cardinal sur le site fiu.edu